# Barrancas del Orinoco
Pour les articles homonymes, voir Barrancas.
Barrancas del Orinoco est le chef-lieu de la municipalité de Sotillo dans l'État de Monagas au Venezuela. Autour de la ville s'articule la division territoriale et statistique de Capitale Sotillo.